# Kvarteret Skutan

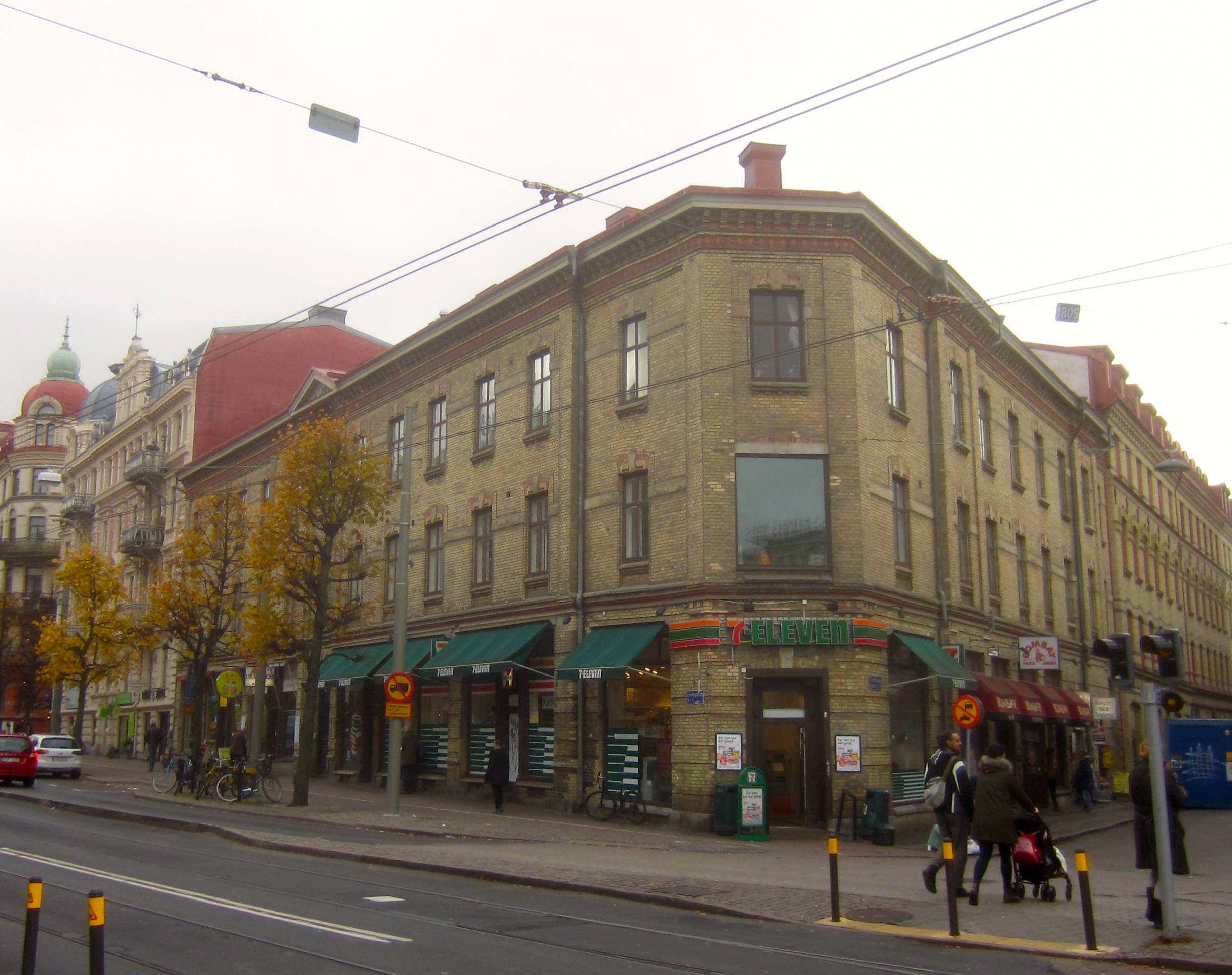
Linnégatan 1 och Andra Långgatan 2 sedda från Järntorget.

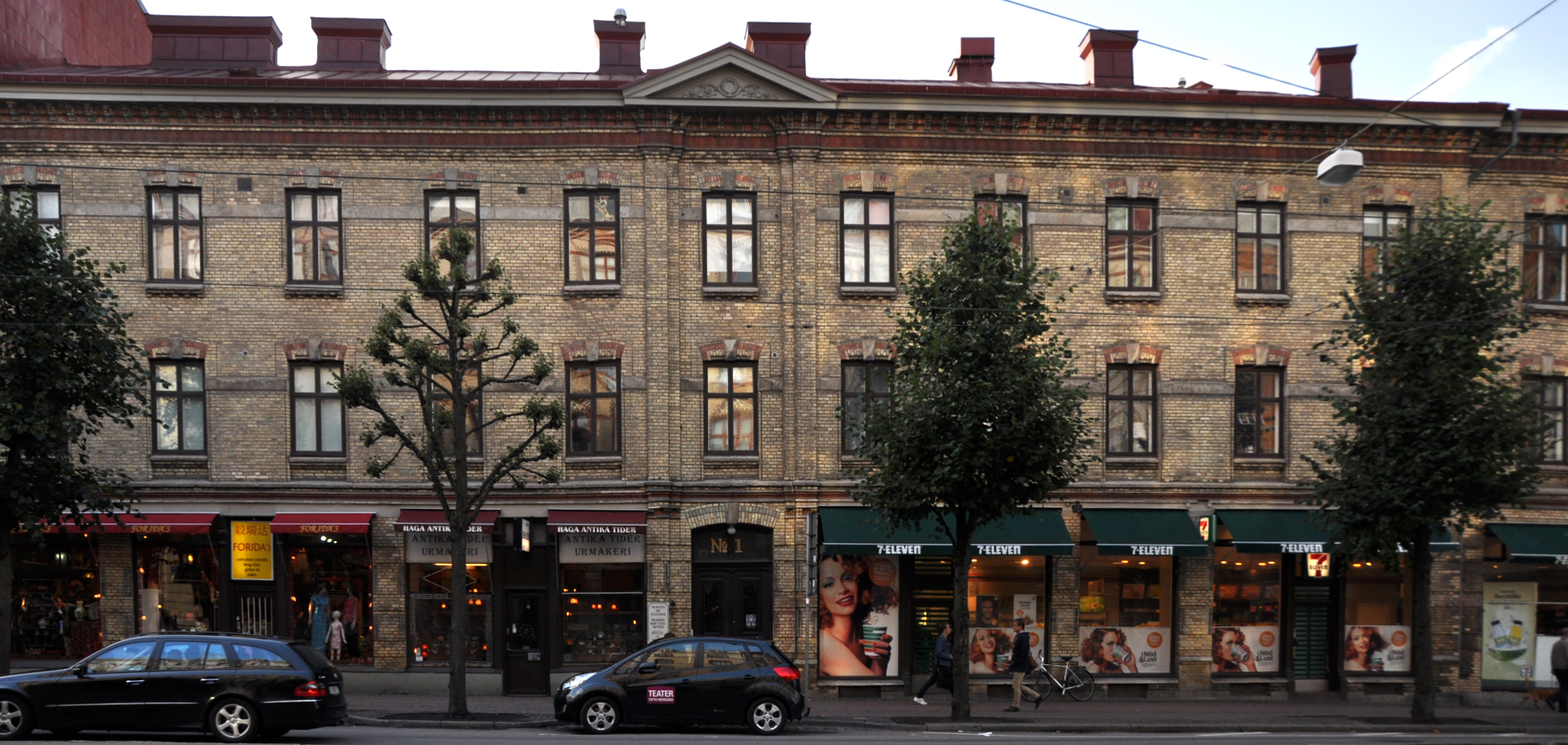
Palmborgska huset vid Linnégatan 1 - Andra Långgatan 2. Foto från 2012.

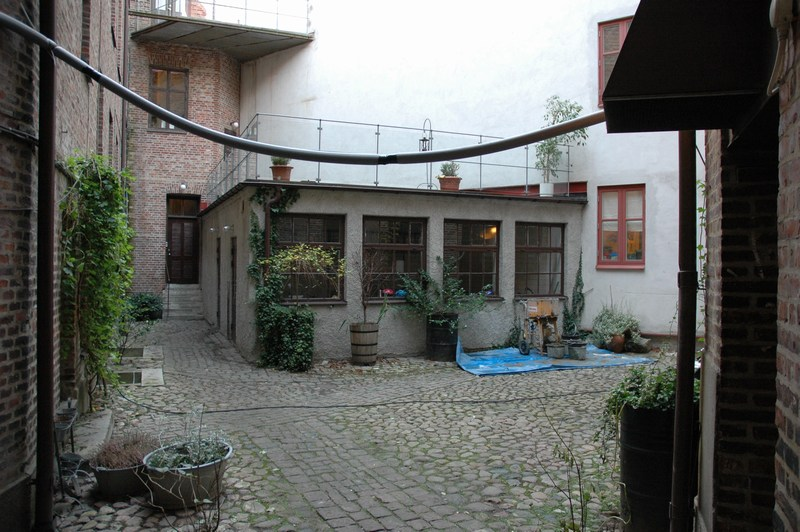
Till vänster syns gårdsfasaden till Linnégatan 1 – till höger anas tegelfasaden till Andra Långgatan 2.

Kvarteret Skutan, Masthugget 8:12 A-B, är två fastigheter med adresserna Linnégatan 1/Andra Långgatan 2 och  Linnégatan 3/Tredje Långgatan 5 och 5 B vid Järntorget i Göteborg. Kvarteret är byggnadsminne sedan den 20 december 2001.
Byggnaden vid Linnégatan 1/Andra Långgatan 2  är ritad av arkitekten Victor Adler och uppfördes 1882 av byggmästare Philip Jacob Rapp. Huset på Linnégatan 3/Tredje Långgatan 5 är troligen ritat av arkitekt Hjalmar Cornilsen. Det är uppfört 1886–88 av byggmästare Nils Jönsson Vilén och skeppsmäklare Johan L. Kjellberg.

## Historik
Linnégatan var redan från början lika bred som en bred fransk boulevard. På 1880-talet hade den dessutom en elegant ridbana i mitten, under vilken "Råttbäcken" – Djupedalsbäcken – diskret och illaluktande rann i en kulvert.
Fastigheten Masthugget 8:12 A-B är två sammanslagna fastigheter med beteckningarna nummer 8 och nummer 9 i 8:e kvarteret Skutan. Byggnaderna på fastigheten och gårdsmiljöerna med ekonomibyggnaderna, har tillkommit under ett halvt sekel från 1882. Detta år inledde "Palmborgska huset", vid Linnégatan 1 och Andra Långgatan 2, med sina tre våningar och fasader i traditionellt gult tegel byggnationen vid den blivande boulevarden – alltså Linnégatan – mellan Järntorget och Slottsskogsparken.

### Linnégatan 1 –Palmborgska huset
Linnégatan 1/Andra Långgatan 2 med byggnadsår 1882. Byggnaden är i tre våningar och har gula tegelfasader, som är symmetriskt indelade. Mittaxeln markeras genom en liten gaveluppbyggnad mot Linnégatan.
Kvarteret Skutan började bebyggas i kvarterets mitt mot Andra Långgatan på 1870-talet, då den tilltänkta Linnégatan bar projektnamnet Första Tvärgatan och gamla "Breda Vägen" alltjämt utmynnade mot Järntorget i det blivande hörnet av Linnégatan och Andra Långgatan. "Breda Vägen" utgjorde en del av landsvägen mellan Göteborg och hamn- och färjeplatsen Klippan och gick fram längs foten av Stigberget. 
Bebyggandet av tomterna i kvarterets östra del på 1880-talet innebar att "Breda Vägens" sträckning snett genom kvarteret försvann. Kvarteret fick då sin slutliga form genom att Linnégatan och Tredje Långgatan lades ut. I början av 1890-talet var kvarteret färdigbyggt i och med att Göteborgs Auktionsverk hade uppfört sin byggnad på Tredje Långgatan 7.

### Linnégatan 3
Linnégatan 3/Tredje Långgatan 5 med byggnadsår 1886. Bostadshuset är uppfört i fyra våningar med tegelfasad och mycket rik putsdekor i nyrenässans.
Grannhuset – Linnégatan 3/Tredje Långgatan 5 – från 1886 i fyra våningar med tidsenlig nyrenässansornering utgjorde byggmästare Nils Viléns första större projekt. Detta följdes på 1890-talet av hans uppmärksammade storbyggen med rationellt uppförda tegelfasader i sammanhängande rad utefter gatans västra sida – exempelvis "kungahuset" vid Linnégatan 9 där Oscar II hade en egen våning, som användes vid hans besök i Göteborg.
Fastighetens södra del  vid Linnégatan 3/Tredje Långgatan 5 genomgick 1989–92 en ombyggnad med omfattande statliga tilläggslån för bevarande och viss återställning av kulturhistoriska värden. En del kvarstående antikvariska arbeten utfördes senare, 1994 och under tidsperioden 1997–2000. Bland annat rekonstruerades tornhuven, som brunnit på 1940-talet och därefter stått med ett provisoriskt tak.

### Gårdsbyggnaderna
Gårdsbyggnaderna, båda uppförda i en våning med tegel- respektive putsade fasader (hus nummer 2 och 3 i bebyggelseregistret), nummer 2 med hög vind i så kallad mansard. Husen har tillkommit under 1900-talets början för olika verksamheter och har innehållit verkstadslokaler och magasin. Dessa gårdshus visar, att bostadsmiljön i Masthuggets stenstad tidigt har haft ett betydande inslag av ett sådant kommersiellt liv, som länge var bannlyst från bostadskvarteren i förnämare stadsdelar som Vasastaden och Lorensberg.

## Husen blir byggnadsminnen

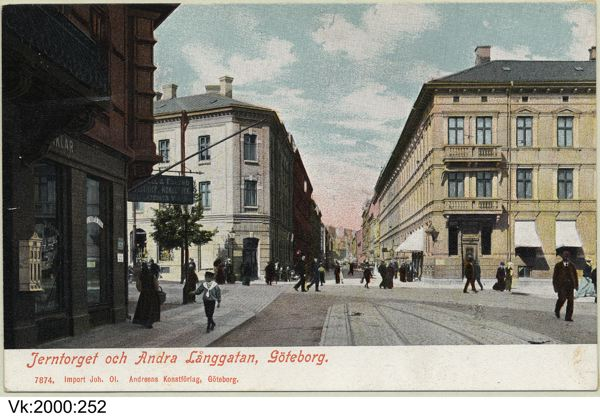
Det ljusa Kvarteret Skutan vid Andra Långgatan (i fonden), sett från Järntorget. Foto från omkring 1903. Bildsamlingen vid Göteborgs stadsmuseum.

Fastighetens byggnader och gårdsmiljöer är mycket bra och ovanligt välbevarande exempel på den byggnadstradition med tydliga kontinentala influenser, som kännetecknar Göteborgs stenstadskvarter under stadens expansion i slutet av 1800-talet. Såväl exteriört som interiört finns karakteristiska drag, som numera är unika. Det har under 1990-talet skett stora statliga insatser för att bevara och återställa kulturhistoriska värden i samband med ombyggnad och renovering av Linnégatan 3. 
Länsstyrelsen väckte den 23 maj 2000 fråga om byggnadsminnesförklaring av fastighetens södra del. Göteborgs stadsmuseum framhöll i sitt yttrande den 29 januari 2001, att en byggnadsminnesförklaring borde kunna komma ifråga för även norra delen av fastigheten – Linnégatan 1 och Andra Långgatan 2. Beslut om byggnadsminnesförklaring fattades av länsstyrelsen i december 2001.